# Zooblax
Zooblax is een kevergeslacht uit de familie van de boktorren (Cerambycidae). De wetenschappelijke naam van het geslacht werd voor het eerst geldig gepubliceerd in 1877 door Thomson.

## Soorten
Zooblax omvat de volgende soorten:
- Zooblax celebensis (Lansberge, 1884)
- Zooblax elateroides Thomson, 1877
- Zooblax nicobarensis Lackerbeck, 2000